# Takuya Nozawa
Takuya Nozawa (野沢拓也?, Nozawa Takuya; Kasama, 12 agosto 1981) è un ex calciatore giapponese, di ruolo centrocampista.

## Carriera
Formatosi nel Kashima Antlers e nel CFZ do Rio, inizia a giocare nel massimo campionato di calcio giapponese con il Kashima Antlers, sodalizio in cui militerà sino al 2011. Nel 2012 gioca con il Vissel Kobe ma, già l'anno seguente ritorna al Kashima Antlers.

## Palmarès
- Campionato giapponese: 4

Kashima Antlers: 2001, 2007, 2008, 2009
- Coppa dell'Imperatore: 1

Kashima Antlers: 2010